# Masfjorden (fiordo)
El Masfjorden es un fiordo del municipio de Masfjorden, en el condado de Vestland, Noruega. El fiordo, de 24 kilómetros de longitud, fluye hacia el oeste y desemboca en el Austfjorden, la parte interior del Fensfjorden. Está separado de Austfjorden por un umbral de 75 metros de profundidad y tiene una profundidad máxima de 494 metros. El fiordo suele tener una anchura de entre 500 y 1500 metros. La parte más interna del fiordo se divide en dos ramas a la altura del pueblo de Solheim, con el Matrefjorden hacia el sureste y el Haugsværfjorden hacia el noreste. El pueblo de Matre y la carretera europea E39 se encuentran en la parte más interior del fiordo.
No hay puentes sobre el fiordo, pero hay una ruta regular de transbordador por cable cerca de la desembocadura del fiordo en el este. El ferry va desde el pueblo de Masfjordnes en el sur hasta Duesund en el norte, una distancia de poco menos de 800 m.